# Jimena Riadigos
Jimena Riadigos (Mar del Plata, 7 de abril de 2000) es una balonmanista argentina. Formó parte del plantel que ganó el Panamericano Juvenil de Asunción en 2017.
Riadigos representó a su país en la disciplina de balonmano playa en los Juegos Olímpicos de la Juventud 2018 celebrados en Buenos Aires, Argentina, certamen donde con su selección obtuvo la medalla dorada derrotando en la final al seleccionado femenino de Croacia.

## Logros

### Final Juegos Olímpicos de la Juventud 2018
| Año  | Lugar        | Oponente | Marcador | Resultado |
| ---- | ------------ | -------- | -------- | --------- |
| 2018 | Buenos Aires | Croacia  | 2–0      | Oro       |